# Sophie von Weimar-Orlamünde
Sophie von Weimar-Orlamünde (13. Jahrhundert), Gräfin von Weimar-Orlamünde, aus dem Geschlecht der Askanier war eine Tochter des Grafen Hermann II. (Weimar-Orlamünde) und der Prinzessin Beatrix von Andechs-Meranien, einer Tochter des Herzogs Otto VII. (Meranien).

## Leben
Sophie wuchs als einzige Tochter unter fünf Brüdern auf. Sie ist historisch schwer greifbar. Daher ist über ihr Leben kaum etwas bekannt. Die erste und einzige urkundliche Quelle in der sie namentlich erwähnt wird stammt vom 1. Juli 1258.

## Nachkommen
Sie heiratet vor 19. Juni 1258 Heinrich VIII., Vogt von Weida (1243/1254–1279/1280). Mit ihm hat sie drei Kinder:
- Heinrich IX. (VIII.) (* um 1260; † nach 28. September 1316/1320); ⚭ NN von Lobdeburg, Tochter von Graf Hartmann VII. von Lobdeburg-Leuchtenburg (-1278) und Mechtild von Gleichen(stein?) (-1306)
- Heinrich (* um 1262), Propst in Jagow (1294) und Kaplan der Markgrafen von Brandenburg
- Heinrich X. (IX.), „der Jüngere“ (* um 1264; † zw. 22. März 1293 und 22. Juli 1293); ⚭ Hedwig (* um 1268; † nach 8. Dezember 1331)

| Personendaten    | Personendaten                        |
| ---------------- | ------------------------------------ |
| NAME             | Sophie von Weimar-Orlamünde          |
| KURZBESCHREIBUNG | Gräfin von Weimar-Orlamünde          |
| GEBURTSDATUM     | 13. Jahrhundert                      |
| STERBEDATUM      | 13. Jahrhundert oder 14. Jahrhundert |